# Mwamashimba (Maswa)
Mwamashimba è una circoscrizione rurale (rural ward) della Tanzania situata nel distretto di Maswa, regione del Simiyu. Conta una popolazione di 9 421 abitanti (censimento 2012).